# Ridley Beach
Der Ridley Beach ist ein spitz zulaufender und 1,5 km langer Strand im ostantarktischen Viktorialand. Er liegt 1,5 km südlich des Kap Adare an der Westküste der Adare-Halbinsel.

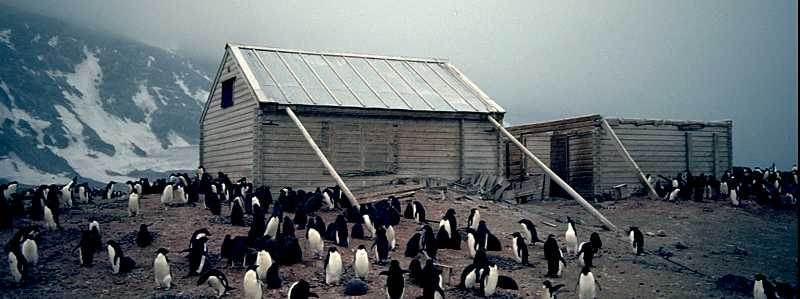
Das Winterlager der Southern-Cross-Expedition am Ridley Beach

Der Strand war der Ort des Winterlagers der britischen Southern-Cross-Expedition unter der Leitung des norwegischen Polarforschers Carsten Egeberg Borchgrevink. Dieser benannte es nach dem Mädchennamen seiner Mutter. Die vom britischen Polarforscher Victor Campbell (1875–1956) geleitete Nordgruppe bei der Terra-Nova-Expedition (1910–1913) ging hier 1911 an Land und dehnte die Benennung auf den gesamten Strand aus. Er ist Ort einer der weltweit größten Brutkolonie von Adeliepinguinen.